# Előhát megállóhely
Előhát megállóhely egy Jász-Nagykun-Szolnok vármegyei vasúti megállóhely Kunhegyes településen, melyet a MÁV üzemeltetésében. A belterület keleti peremén található, a 34-es főút vasúti keresztezésétől néhány száz méterre déli irányban

## Vasútvonalak
A megállóhelyet az alábbi vasútvonalak érintik:
- Kál-Kápolna–Kisújszállás-vasútvonal

## Kapcsolódó állomások
A megállóhelyhez az alábbi állomások vannak a legközelebb:
- Kunhegyes vasútállomás (Kál-Kápolna–Kisújszállás-vasútvonal)
- Bánhalma-Halastó megállóhely (Kál-Kápolna–Kisújszállás-vasútvonal)

## Forgalom
| Járat        | Útvonal | Gyakoriság          |
| ------------ | --- | ------------------- |
| személyvonat | Kál-Kápolna – Erdőtelek – Heves – Hevesvezekény – Tarnaszentmiklós – Kisköre – Kisköre-Tiszahíd – Abádszalók – Kunhegyes (– Előhát) – Kenderes – Kisújszállás | Nyáron napi 3-4 pár |